# مدیران ویکی‌پدیا

آیکونی که معمولاً برای نشان‌دادن مدیران به‌کار می‌رود

کاربران مورد اطمینان در ویکی‌پدیا ممکن است در نتیجهٔ یک درخواست موفق برای مدیریت به عنوان مدیر (انگلیسی: Administrator) انتخاب شوند.: ۳۲۷  تا مارس ۲۰۲۵، ویکی‌پدیای فارسی دارای ۳۵ مدیر بوده‌است. مدیران در مقایسه با ویرایشگران دیگر از اختیارات فنی بیشتری برخوردار هستند. در ویکی‌پدیا معمولاً مدیر شدن را همانند «دریافت [یا دست‌گرفتن] کف‌شوی» تفسیر می‌کنند. این اصطلاح در جاهای دیگری نیز برای اشاره به مدیریت در ویکی‌پدیا به‌کار رفته‌است. در سال ۲۰۰۶، نیویورک تایمز گزارش داد که مدیران ویکی‌پدیا، که تعدادشان به حدود ۱٬۰۰۰ نفر می‌رسد، «از نظر جغرافیایی متنوع» هستند. در ژوئیهٔ ۲۰۱۲، گزارش‌هایی به‌طور گسترده منتشر شدند که ویکی‌پدیا در حال «تمام‌کردن مدیر» است، چرا که در سال ۲۰۰۵ و ۲۰۰۶، معمولاً بین ۴۰ تا ۵۰ نفر در هر ماه مدیر می‌شدند، اما در نیمهٔ نخست سال ۲۰۱۲ تنها نه نفر در مجموع دسترسی مدیریت را دریافت کرده‌بودند. با این حال، جیمی ویلز، یکی از بنیان‌گذاران ویکی‌پدیا، این که این موضوع یک بحران تلقی می‌شود یا این که ویکی‌پدیا با کمبود مدیر روبرو است را تکذیب کرده و گفته‌است که «تعداد مدیران برای حدود دو سال ثابت بوده‌است، واقعاً هیچ اتفاقی در حال رخ دادن نیست.» ویلز پیش از این (در پیامی که در ۱۱ فوریهٔ ۲۰۰۳ به میلینگ لیست ویکی‌پدیایی انگلیسی ارسال شد) اظهار کرده‌است که مدیر بودن «موضوع بزرگی نیست»، و «این که توانایی‌های اعطا شده به مدیران به همگان داده نمی‌شود، صرفاً یک موضوع فنی است».
جان بروتون در کتاب ویکی‌پدیا – راهنمای گمشده اشاره کرده‌است که با وجود این که بسیاری از مردم تصور می‌کنند مدیران در ویکی‌پدیا درواقع قاضی هستند، این وظیفه چنین کاربردی ندارد. او گفته‌است که در عوض، مدیران معمولاً «صفحه‌ها را حذف می‌کنند» و «صفحه‌های درگیر در جنگ ویرایشی را محافظت می‌کنند».

## درخواست‌های مدیر شدن
در حالی که نخستین مدیران ویکی‌پدیا در اکتبر ۲۰۰۱ توسط جیمی ویلز منصوب شدند، امروزه اختیارات مدیریتی در ویکی‌پدیا به‌واسطهٔ فرایندی که از آن با نام درخواست مدیر شدن (دمش یا RfA) یاد می‌شود، به کاربران اعطا می‌شوند. هر ویرایشگر ثبت‌نام کرده‌ای می‌تواند خود را نامزد کرده یا از ویرایشگر دیگری درخواست کند تا این کار را برای او انجام دهد. اندرو لی، دانشمند و استاد دانشگاه که خود یکی از مدیران ویکی‌پدیای انگلیسی است، گفته‌است که این فرایند «همانند قرار دادن یک نفر در دادگاه عالی است». وی همچنین گفته‌است که این فرایند «در این مرحله تقریباً تشریفاتی برای سرزنش کردن است» که با عملکرد این فرایند در زمان‌های گذشتهٔ تاریخ ویکی‌پدیا، که تنها کاری که یک شخص باید برای مدیر شدن انجام می‌داد، «اثبات احمق نبودن» بود، در تضاد است. نامزدی برای این نقش معمولاً پس از «فعالیت گسترده در ویکی» مطرح می‌شود. در حالی که هر ویرایشگری می‌تواند در یک دمش رأی بدهد، نتیجهٔ نظرخواهی بر پایهٔ اکثریت آرا مشخص نمی‌شود؛ بلکه لازم است تا اجماعی بر این که نامزد می‌تواند مدیر خوبی باشد حاصل شود. تصمیم بر این که اجماع حاصل شده‌است یا خیر، تنها می‌تواند توسط یک دیوان‌سالار اتخاذ شود. دیوان‌سالاران خود ویرایشگرانی در ویکی‌پدیا هستند که همانند مدیران توسط اجتماع کاربران و به‌واسطهٔ یک فرایند «درخواست» به این سمت رسیده‌اند؛ اگرچه این فرایند برای آن‌ها نسبت به مدیران سختگیرانه‌تر است. بسیکی استویلیا و همکاران او اشاره کرده‌اند که «تا پیش از میانه‌های سال ۲۰۰۵، دمش‌ها معمولاً توجه زیادی را به خود جلب نمی‌کردند. اما از آن پس، این روند که دمش‌ها میزبان تعداد زیادی از گروه‌هایی که همگی از یکدیگر پشتیبانی می‌کنند باشند، به روندی کاملاً معمول تبدیل شد».

## نقش
یک کاربر پس از دریافت اختیارات مدیریتی به ابزارهای بیشتری برای اجرای وظایف مهم دسترسی پیدا می‌کند. این وظایف شامل «کار تمیزکاری آشفته»، حذف مقاله‌هایی که نامناسب دانسته‌شده‌اند، حفاظت از صفحه‌ها (محدود کردن امکان ویرایش در صفحه‌ها)،: ۶۶  و قطع دسترسی حساب‌های کاربران خرابکار می‌شوند. قطع دسترسی یک کاربر باید مطابق با سیاست‌های ویکی‌پدیا باشد و باید دلیلی هم برای قطع دسترسی، که به‌صورت دائمی توسط نرم‌افزار در سیاهه ثبت می‌شود، ارائه شود.: ۴۰۱ : ۱۲۰  استفاده از این قابلیت جهت «کسب برتری در ویرایش»، عملی نامناسب تلقی می‌شود.

## پژوهش‌های علمی
یک پژوهش علمی منتشرشده توسط پژوهش‌گران ویرجینیا تک و مؤسسه پلی‌تکنیک رنسلیر دریافته‌است که پس از آن که ویرایشگران به جایگاه مدیریت دست می‌یابند، معمولاً بیش از پیش بر مقاله‌هایی با موضوعات بحث‌برانگیز متمرکز می‌شوند. این پژوهش‌گران همچنین شیوه‌ای جایگزین را برای انتخاب مدیران پیشنهاد داده‌اند که طبق آن، به آرای ویرایشگران باتجربه وزن بیشتری داده می‌شود. مقاله‌ای دیگر که در کنفرانس عوامل انسانی در سامانه‌های محاسباتی سال ۲۰۰۸ ارائه شد، داده‌های تمامی ۱٬۵۵۱ درخواست برای مدیر شدن در ویکی‌پدیای انگلیسی از ژانویهٔ ۲۰۰۶ تا اکتبر ۲۰۰۷ را تحلیل کرده‌است تا مشخص کند که کدام‌یک از معیارهای پیشنهادشده در صفحهٔ راهنمای درخواست‌های مدیر شدن ویکی‌پدیا برای پیش‌بینی این که کاربر مورد بحث عملاً مدیر می‌شود یا نه، بهتر عمل می‌کنند. در دسامبر ۲۰۱۳، یک پژوهش مشابه توسط پژوهش‌گران مؤسسهٔ فناوری اطلاعات لهستانی-ژاپنی در ورشو منتشر شد که بر مدل‌سازی درخواست‌های مدیر شدن در ویکی‌پدیای لهستانی با استفاده از یک مدل مشتق‌شده از تاریخچهٔ ویرایش ویکی‌پدیا تمرکز داشت. در این پژوهش مشخص شد که می‌توان «با استفاده از این مدل، با سطح دقتی که می‌تواند برای پیشنهاد نامزدها کافی باشد، رأی‌های درج‌شده در فرایندهای دمش را طبقه‌بندی کرد.»